# Zygomyia semifusca
Zygomyia semifusca är en tvåvingeart som först beskrevs av Johann Wilhelm Meigen 1818.  Zygomyia semifusca ingår i släktet Zygomyia, och familjen svampmyggor. Arten är reproducerande i Sverige.